# آمالتئا (اسطوره)

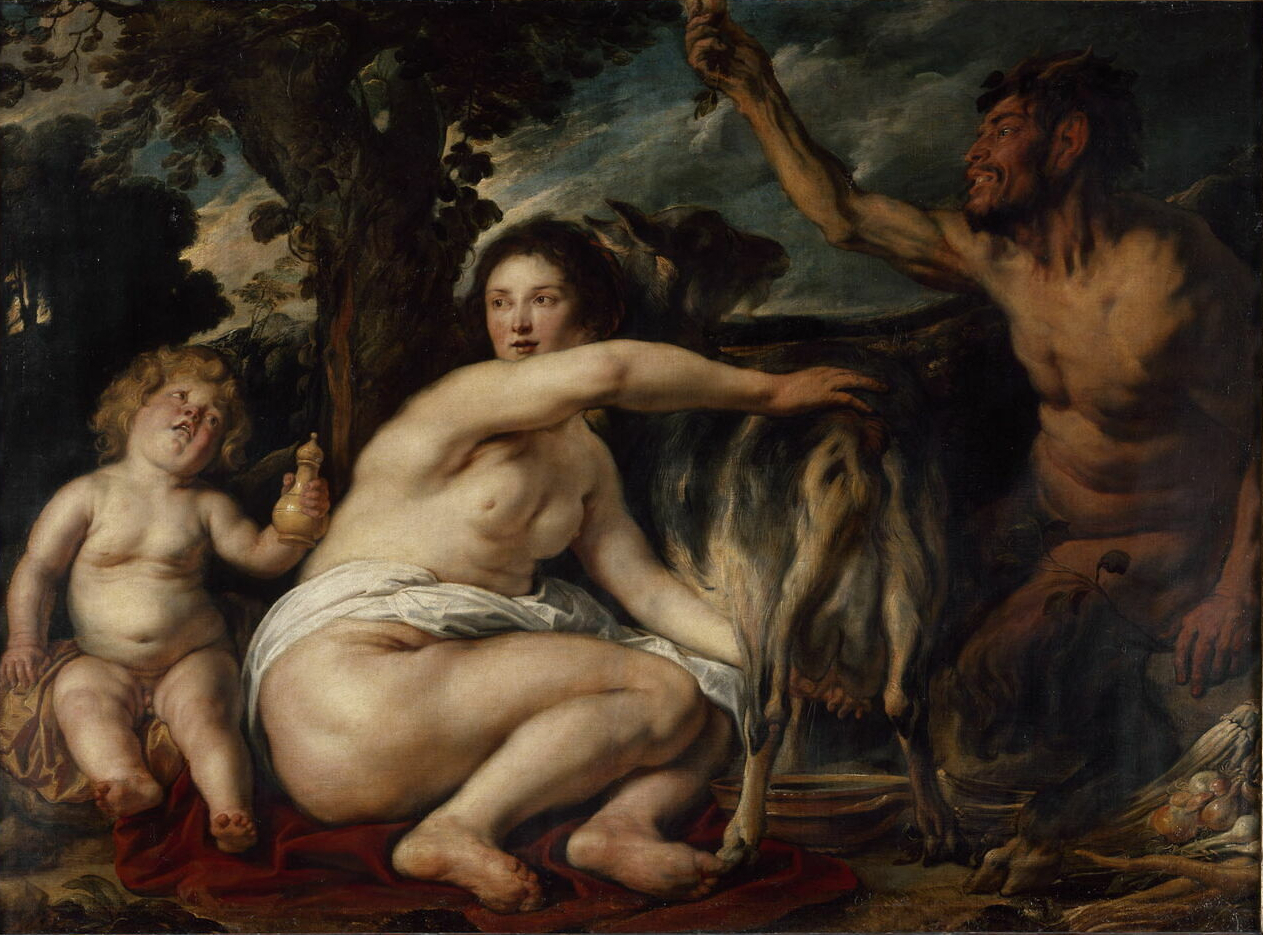
کودکی زئوس، توسط جیکوب جوردن، اوایل ۱۶۳۰ (موزه لوور)

آمالتئا یا آمالتیا (به یونانی: Ἀμάλθεια) در اساطیر یونان، یک بز مقدس (در برخی از تفسیرها یک حوری الهی) که وظیفه شیردادن و پرستاری از پادشاه خدایان زئوس، را در غاری واقع در کرت برعهده داشت. به‌طور دقیق مشخص نیست که آمالتئا فرزند چه کسی بوده‌است اما بر طبق روایات او یا فرزند اوکئانوس، هلیوس یا ملیسوس است. بر طبق تئوگونیا، مشهورترین نوشته هزیود شاعر یونانی، تایتان کرونوس که شنیده بود سرانجام بوسیله‌ی یکی از فرزندانش سرنگون خواهد شد، فرزندانش را بلافاصله بعد از تولد یکی پس از دیگری می‌بلعید. اما زئوس آخرین فرزند کرونوس، توسط مادرش رئا نجات پیدا کرد. او تخت سنگی را قنداق پیچ کرده و بجای زئوس آن را به کرونوس داد تا ببلعد. در این حین رئا فرزندش را به غاری واقع در کرت برده و پنهان نمود. در اینجا بود که آمالتئا با دادن شیر و عسل از زئوس مراقبت می‌نمود تا هنگامی که بزرگ شود.
هنگامی که زئوس مردی بالغ شد در ازای حق‌شناسی آمالتئا را کشته و یکی از شاخ‌های او را تبدیل به جامی نمود که بعدها با نام شاخ نعمت  شناخته شد و به آن چنان قدرتی دادند که هر زمان صاحب آن آرزویی می‌نمود بلافاصله با هرآنچه که مورد نظر بود، پر می‌شد. همچنین از پوست بز برای خود ایجس درست کرد، که زره افسانه‌ای بر تن الهه آتنا نیز بود.